# تخطيط المناظر الطبيعية

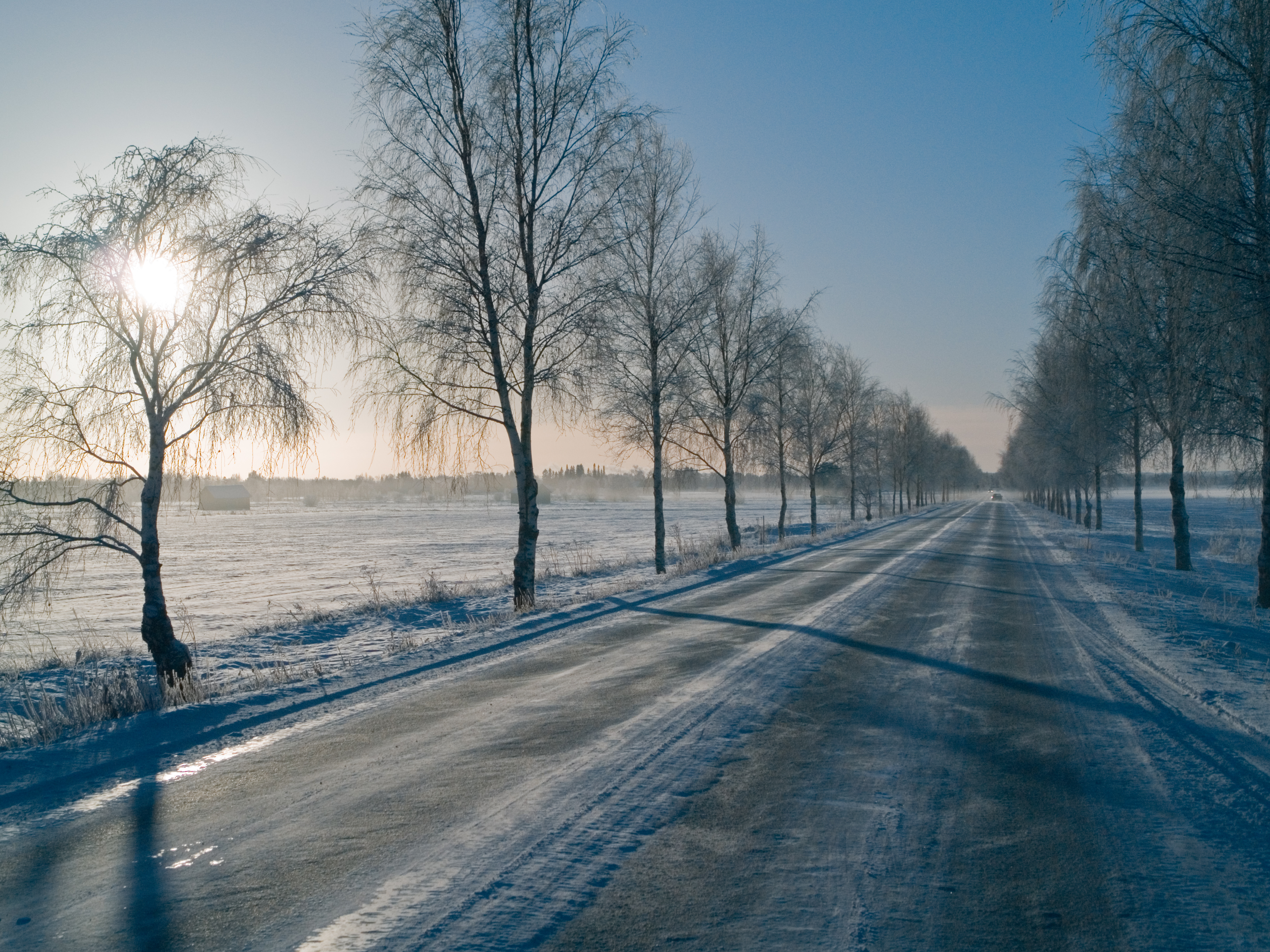

تخطيط المناظر الطبيعية (بالإنجليزية: Landscape planning)‏ هو فرع من هندسة المناظر الطبيعية، ويعرف كنشاط يهتم بالتوفيق بين الاستعمالات المتنافسة على الأرض مع حماية العمليات الطبيعية والموارد الثقافية والطبيعية الهامة، وتعدّ أنظمة الحدائق الحضرية والمتنزهات -من النوع الذي خطط من قبل فريدريك لو أولمستد- أمثلة رئيسية لتخطيط المنظر الحضري، والذي يشمل: (المعالم الظاهرة في المدينة بما في ذلك العناصر المادية، والتضاريس، والعناصر المجردة (الموضوعية) كالإضاءة، وحالة الطقس، والعناصر البشرية كالمساحة المبينة، والطرق، وغيرها من النشاط البشري).

## في أوروبا
كتب الفنان والمصمم الإيطالي الشهير داريو ألبيرتي عن الحاجة إلى ساحات حضرية للأسواق وتطبيقات محددة لتحقيق أقصى استفادة من المساحة. في شمال أوروبا، تطورت فكرة تخطيط الساحات السكنية حول المساحات الخضراء. كانت أول مساحة من هذا النوع هي ساحة فوج.